# NGC 2813
NGC 2813 este o galaxie lenticulară situată în constelația Racul. A fost descoperită în 17 februarie 1865 de către Albert Marth. Se află la o distanță de 124,53 de megaparseci de Pământ.